# Black Box (Connelly)
Black Box (englisch: The Black Box) ist der 25. Roman des US-amerikanischen Krimi-Autors Michael Connelly, der 16. Roman der Harry-Bosch-Serie. Er erschien 2012, in deutscher Übersetzung 2014. 2012 bekam der Roman den Premio RBA de Novela Policiaca, eine hoch dotierte Auszeichnung des spanischen Multimedia-Verlags RBA. Der Roman wurde als eines der Best Books of the Year von Publishers Weekly ausgezeichnet.

## Handlung
Am 5. März 1991 sahen Bosch und seine Kollegen zum ersten Mal das Video der Polizeigewalt gegen Rodney King. Ab Ende April 1992 kommt es in Los Angeles zu Ausschreitungen, als die Polizisten, die King brutal geschlagen hatten, allesamt freigesprochen wurden. Es gibt so viele Morde in South Central, dass Detectives aus anderen Abteilungen zusammen gezogen wurden, um zu helfen. In der Nacht zum 1. Mai 1992 werden Bosch und Edgar zu einer weiblichen Leiche gerufen, die in einer Hintergasse nahe dem Crenshaw Boulevard gefunden worden war. Es war Anneke Jesperson, eine dänische Photojournalistin. Bosch stellt bei der Leiche eine Geschosshülse sicher, der Mord aber wird nicht aufgeklärt.
20 Jahre später greift Bosch bei der Open-Unsolved Unit den Fall wieder auf. Die von ihm gefundene Geschosshülse 1992 hat Spuren wie andere Hülsen, die bei zwei weiteren Morden gefunden wurden. Bosch gelingt es die Waffe zu finden. Die Seriennummer war herausgefeilt worden, aber „Pistol Pete“ im Waffenlabor des LAPD kann sie fast vollständig rekonstruieren.
Um die Suche nach den Besitzern der Waffe zu beschleunigen, wendet sich Bosch an Rachel Walling vom FBI. Gleichzeitig erfährt er, dass Anneke Jesperson zu Kriegsverbrechen beim Desert Storm recherchiert hatte.
In der Open-Unsolved Unit ist Lt. O’Toole Boschs neuer Vorgesetzter, ein Bürokrat. O’Toole zeigt Bosch wegen einer Bagatelle bei der Abteilung für Interne Ermittlungen an, die jetzt PSB, Professional Standards Bureau, heißt. Detective Nancy Mendenhall beginnt die Untersuchung von Boschs Verhalten.
Durch eine Kollegin von Rachel Walling, Suzanne Wingo, erfährt Bosch die Herkunft der Mordwaffe. Sie gehörte zu Waffen, die vor 1992 an die irakische Republikanische Garde verkauft worden waren. Nach Desert Storm sollten diese Waffen zerstört worden sein, aber irgendwie landeten einige von ihnen in Los Angeles. Und ausgerechnet eine Truppe von Soldaten, die in Irak im Krieg gewesen waren, wurden bei den Unruhen in Los Angeles eingesetzt, und zwar gerade dort, wo Anneke Jesperson ermordet worden war.
Bosch vermutet, dass Soldaten die Waffe nach der Operation Desert Storm in die USA geschmuggelt hatten. Jesperson war als Journalistin im Irak gewesen und Bosch findet heraus, dass sie auf einem Erholungsschiff, der Saudi Princess, von vier Männern unter Drogen gesetzt und vergewaltigt worden war: Francis Dowler, Carl Cosgrove Jr., Reggie Banks und Chris Henderson. Ein J. J. Drummond half ihnen, das Verbrechen zu vertuschen. Jesperson hatte die Männer nach Kalifornien und dann nach L.A. verfolgt, wo sie während der Unruhen von 1992 eingesetzt wurden. Deshalb wurde Jesperson getötet. Bosch weiß nicht, welcher der Männer der Mörder war, aber er will es herausfinden. Da ihm O’Toole keine Fahrt nach Stanislaus County, wo Bosch die Männer geortet hatte, erlauben würde, nimmt er Urlaub, um die Ermittlungen weiterzutreiben.
Bosch fährt ins Central Valley, um die vier Männer ausfindig zu machen. Er beobachtet das Anwesen von Cosgrove, verhaftet Banks und nötigt ihm ein Geständnis ab. Drummond, der Sheriff von Stanislaus County, folgt Bosch und überwältigt ihn. Er bringt Bosch und Banks zu Cosgroves Scheune, wo er Bosch an einen Posten fesselt und Banks kaltblütig tötet. Mendenhall ist Bosch gefolgt, weil sie vermutet, dass er in seinem Urlaub Ermittlungen anstellt, und sie kann ihm bei der Befreiung aus der Scheune helfen. In Cosgroves Haus finden sie die Leichen von Dowler und Cosgrove; sie sind von Drummond getötet worden, der beabsichtigte, die Morde Bosch in die Schuhe zu schieben. Als Drummond versucht, mit dem Hubschrauber zu fliehen, prallt er gegen eine Windkraftanlage und wird schwer verletzt. Er hat 1992 Anneke Jesperson ermordet.

## Querbezüge
In Kapitel 14 geht Bosch am Grab von Arthur Delacroix vorbei, dem ermordeten Jungen aus Kein Engel so rein.

## Hintergrund
Der Titel des Romans Black Box bezieht sich auf das wohl einfachste Beispiel für klassische Polizeiarbeit, die Connelly in diesem Roman kombiniert mit modernen forensischen Methoden: die handschriftlichen Notizen des Straßenpolizisten, die auf der Straße gemacht und auf kleinen Karteikarten notiert wurden. Aufbewahrt wurden diese Field Interview Cards in kleinen schwarzen Kästen, den Black Boxes.

## Rezeption
Kirkus Review findet, dass der Roman zwar manchem anderen Kriminalroman überlegen ist, jedoch kein herausragendes Beispiel in der Reihe von Connellys Büchern.
Publishers Weekly hingegen findet den Roman exzellent und lobt Connellys gründliche Kenntnis der Polizeiarbeit, seine Fähigkeit, eine komplexe Handlung zu entwerfen, sowie seine immer tiefer gehende Charakterisierung der Hauptfigur.
Paula Woods hebt in ihrer Rezension in der Los Angeles Times hervor, dass es Connelly immer verstanden habe, eine spannende Handlung mit Details der polizeilichen Ermittlungsarbeit zu verbinden, in diesem Roman insbesondere durch die Kombination der Mittel aus den 1990er Jahren, wie die sogenannten Shake Cards, knappe Notizen über Kontakte bei den Ermittlungen, mit den modernen forensischen Techniken zur Untersuchung von Schusswaffen. Paula Woods ist selbst Autorin von Kriminalromanen, darunter ihr Buch Inner City Blues, das während der Unruhen in Los Angeles 1992 spielt.
Die New York Times bemerkt den Jahrestag: Black Box ist 20 Jahre nach Connellys Erstling Black Echo (Deutsch Schwarzes Echo) erschienen. Von den insgesamt 25 Romanen, die Connelly in dieser Zeit geschrieben hat, seien einige doch „etwas hastig“ geschrieben, nicht jedoch dieser Roman: „… ist dank eines durchdachten Plots, bei dem sich alle Teile der Geschichte zu einem Puzzle zusammenschließen, ein herausragendes Beispiel“ in der Reihe der Romane mit der Hauptfigur Harry Bosch.
Patrick Anderson nimmt in der Washington Post BlackBox zum Anlass, um die ganze Reihe der Bosch-Romane zu würdigen: „Ich habe vor einigen Jahren beschlossen, dass dies die beste Krimireihe ist, die von einem Amerikaner geschrieben wurde, und nichts in dem neuen Buch ändert meine Meinung.“
Sylvia Staude weist in der Frankfurter Rundschau darauf hin, dass Connelly in dem Roman nicht nur die Unruhen von 1992 aufgreift, sondern auch aktuelle Vorkommnisse: „Eine unerwartete Wendung führt in ‚Black Box‘ zu einem mit jedem neuen Krieg wieder aktuellen Thema: Gewalt gegen Zivilisten. Die Journalistin (das Todesopfer des Mordes, den Bosch aufklären will) nämlich hatte über Golfkriegs-Verbrechen recherchiert, hatte ein Grüppchen von Veteranen im Visier, ist womöglich getötet worden, um eine andere Straftat zu vertuschen.“
Der Rezensent der Krimicouch zieht als Fazit: „Es gab gute, bessere und herausragende Folgen in dieser Reihe. An einen Ausrutscher nach ganz unten kann sich der Rezensent nicht erinnern. (Der Rezensent teilt nicht die Meinung seines Kollegen Marcel Feige zu Der Widersacher.) Doch gerade in den letzten beiden Bänden (Der Widersacher und Black Box) habe sich eine Routine breitgemacht.“

## Ausgaben
- Michael Connelly: The Black Box. Little, Brown and Company, 2012 ISBN 978-0-316-06943-4
- Michael Connelly: Black Box. Thriller. Aus dem Amerikanischen von Sepp Leeb. Droemer, München 2014, ISBN 978-3-426-19990-9; dto., Knaur eBook, München 2014, ISBN 978-3-426-42053-9 als TB: dto., Knaur, München 2016, ISBN 978-3-426-51448-1
- Michael Connelly: Black Box: Der 16. Fall für Harry Bosch. Aus dem Amerikanischen von Sepp Leeb. Kampa Verlag, Zürich 2025, ISBN 978-3-311-15562-1
- Michael Connelly: Black Box. Hörbuchfassung. Gelesen von Oliver Siebeck. Aus dem Amerikanischen von Sepp Leeb. Audible Studios, 2014